# Alan Kelly (Schiedsrichter)

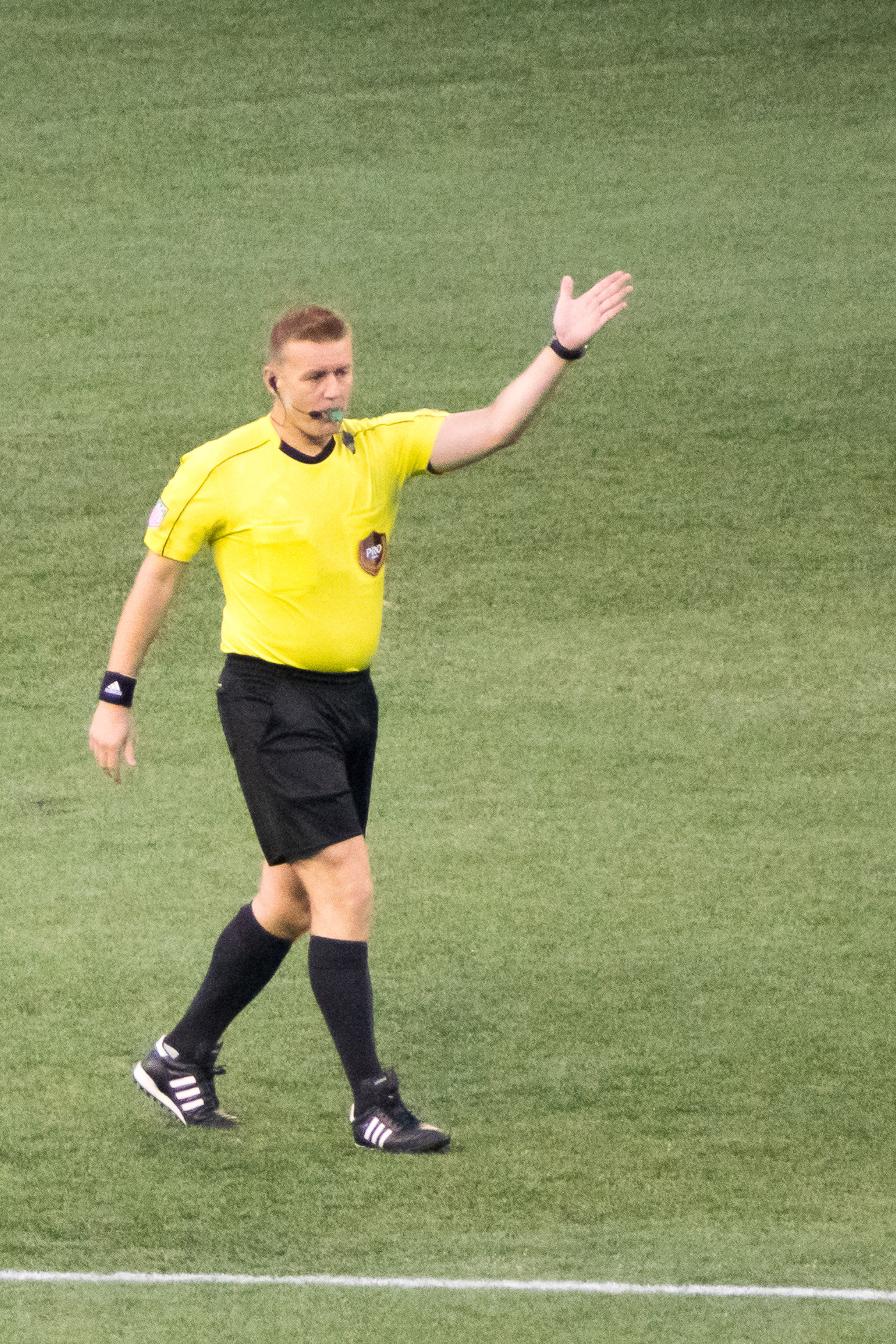
Alan Kelly (2017)

Alan Kelly (* 9. April 1975) ist ein ehemaliger irischer Fußballschiedsrichter.
Kelly leitete Fußballspiele in der Munster Senior League, in der League of Ireland und in der Major League Soccer (164 Einsätze).
In Nordamerika leitete er unter anderem den Soccer Bowl 2015, das Finale der Major League Soccer 2016 und das Finale der Major League Soccer 2018.
Ab 2002 stand er auf der Liste der FIFA-Schiedsrichter und leitete internationale Fußballpartien.
Bei der U-20-Weltmeisterschaft 2019 in Polen (unter anderem im Finale) und bei der Klub-Weltmeisterschaft 2019 in Katar wurde Kelly als Videoschiedsrichter eingesetzt.
2021 beendete er seine aktive Schiedsrichterkarriere.